# Bognessan Arsène Yé
Bognessan Arsène Yé, né le 10 octobre 1957 à Bagassi et mort le 30 janvier 2024 au Maroc, est un médecin militaire et homme politique burkinabè. Il a été président de l'Assemblée des députés du peuple, devenue l'Assemblée nationale du Burkina Faso de 1992 à 1997.
Il est président du Congrès pour la démocratie et le progrès (CDP) de 1996 à 1999, et ministre d'État de 1997 à 2000. Entre 2000 et 2011, il est député à l'Assemblée nationale du Burkina Faso. Il est nommé ministre d'État chargé des Relations avec le Parlement et des Réformes politiques en avril 2011.

## Biographie

### Enfance et éducation
Bognessan Arsène Yé naît le 10 octobre 1957 à Bagassi  dans la Boucle du Mouhoun. De 1963 à 1969, il fait ses études primaires à l’école primaire publique de Bagassi avant de rejoindre le Prytanée militaire du Kadiogo à Ouagadougou. Après l'obtention de son baccalauréat en 1976, il étudie la médecine à l’école militaire de santé et faculté mixte de médecine de Dakar où il obtient un doctorat d'Etat de médecine en 1984.

### Carrière militaire
Bognessan Arsène Yé va gravir les échelons militaires dans l'armée burkinabè. Le 1er octobre 1982, il devient médecin sous-lieutenant. Le 30 janvier 1984, il est médecin – lieutenant. De 1984 à novembre 1987, il sera directeur central des services de santé des forces armées nationales du Burkina Faso et chargé de cours à l’école nationale de santé publique. En janvier 1985 il passe médecin-capitaine, puis médecin – commandant en 1990. Cinq ans plus tard, en janvier 1995, il devient médecin –lieutenant colonel puis médecin- colonel en octobre 2000.

### Carrière politique
Bognessan Arsène Yé rejoint le Bureau politique du Conseil national de la révolution (CNR) en 1986. Après le coup d'État d'octobre 1987, au cours duquel Blaise Compaoré a pris le pouvoir, il est devenu le secrétaire général national des Comités de défense de la révolution tout en étant membre du CNR avec le rang de ministre. Après le remplacement des Comités de défense de la révolution par les Comités révolutionnaires le 17 mars 1988, il occupe le poste de coordinateur national tout en ayant rang de ministre et en participant au Conseil des ministres de mars 1988 à mars 1989. Par la suite, il a été inclus dans le comité exécutif du Front populaire en tant que secrétaire national à l'organisation de mars 1990 à mars 1991 et, le 2 mai 1990, il a été nommé président de la commission constitutionnelle, chargée de rédiger une nouvelle constitution. La Commission a achevé ses travaux en octobre 1990 et la Constitution a été adoptée le 2 juin 1991,.

### Président de l'Assemblée  Nationale
Lors des élections législatives de 1992, Bognessan Arsène Yé est élu à l'Assemblée des députés du peuple; il est ensuite élu président de l'Assemblée des députés du peuple le 17 juin 1992, poste qu'il occupe jusqu'en 1997. En outre, de février 1993 à février 1996, il est président de l'Organisation pour la démocratie populaire/Mouvement des travailleurs (ODP/MT). Le Congrès pour la démocratie et le progrès (CDP) est créé en février 1996, en remplacement de l'ODP/MT, et Yé est président du CDP de février 1996 à octobre 1999.
Bognessan Arsène Yé a été réélu à l'Assemblée nationale lors des élections législatives de 1997 ; à la suite de ces élections, il a été ministre d'État à la présidence de juin 1997 à janvier 1999, ministre d'État à l'agriculture de janvier 1999 à octobre 1999 et ministre d'État à l'environnement d'octobre 1999 à 2000. Il a été élu à l'Assemblée nationale lors des élections législatives de 2002 sur la liste nationale du CDP et a de nouveau remporté un siège lors des élections législatives de 2007 en tant que candidat du CDP dans la province de Balé. En 2008, il a été président de la Commission ad hoc de l'Assemblée nationale sur le financement des partis politiques, des campagnes électorales et le statut de l'opposition. Cette commission a été créée le 26 mars 2008 et a remis son rapport deux mois plus tard.

### Mort
Bognessan Arsène Yé est décédé le 30 janvier 2024 à l'âge de 66 ans au Maroc où il a été évacué pour des soins,,.